# Scharia
Die Scharia, das islamische Recht, beschreibt (insbesondere im islamischen Rechtskreis) „die Gesamtheit aller religiösen und rechtlichen Normen, Mechanismen zur Normfindung und Interpretationsvorschriften des Islam“. Ein einziger Gott (Allah) gilt in diesem Rechtssystem als der oberste Gesetzgeber (شارع Schāri‘, DMG šāriʿ, auch „Beginner“). Sein Gesetz sei Grundlage der göttlichen Offenbarung im Koran. Bei der Scharia handele es sich allerdings nicht um ein kodifiziertes, unveränderliches Rechtssystem, sondern um „ein Regelwerk, welches sich stets im Wandel befindet“. Scharia lasse sich deshalb nur verstehen, wenn man die „Rechtsquellen- und Rechtsfindungslehre“ (uṣūl al-fiqh) statt „inhaltliche[r] Einzelregelungen“ betrachtet.

Die Scharia leitet sich aus Interpretationen islamischer religiöser Texte ab, was bedeutet, dass es keinen Konsens darüber gibt, wie die Scharia wirklich umgesetzt werden sollte, wenn es um Staaten geht, die die Scharia als Teil ihrer Gesetzgebung haben. Länder wie Saudi-Arabien haben die Scharia als Hauptquelle der Gesetzgebung; da das Land jedoch auf dem Wahhabismus gegründet ist, setzt der Staat eine wörtliche Interpretation religiöser Texte um, während er sich weigert, sie zu kontextualisieren. Dies hat zu viel Kritik innerhalb der muslimischen Weltgemeinschaft geführt. 

Länder mit muslimischer Bevölkerungsmehrheit oder Mitglieder der OIC, in denen die Scharia keine Rolle im Rechtssystem spielt
Länder mit säkularem Rechtssystem, in denen die Scharia im Privatrecht (z. B. Ehe, Scheidung, Erbrecht, Sorgerecht) Anwendung findet
Länder mit Gültigkeit der Scharia
Länder mit regional unterschiedlicher Anwendung der Scharia

## Etymologie
Das eingedeutschte Wort „Scharia“ wird auf die arabische Wurzel ŠRʿ (transliteriert aus arabisch شَرَعَ, DMG šaraʿa ‚anfangen, beginnen‘) zurückgeführt. Ein Großteil arabischsprachiger Anhänger von Religionen des Nahen Ostens setzen diesen Begriff den Vorschriften einer prophetischen Religion gleich. Daraus entstanden Begriffe wie Scharīʿat Mūsā bzw. Scharīʿat al-Mūsā (das Gesetz/die Religion Mose), Scharīʿat Madschūs (die zoroastristische Lehre) oder allgemein für Monotheisten als Bezeichnung für ihre Religionsvorschriften (Scharīʿatunā). Im Islam bezeichnet Scharia die „Regeln und Regulierungen, die das Leben von Muslimen bestimmen“ und Koran sowie Sunna entstammen.

### Koran
Der Begriff Scharia hat, was den Islam angeht, seinen Ursprung im Koran. Erwähnt wird er dort jedoch nur an einer einzigen Stelle: Sure 45, Vers 18, wo er ursprünglich den Pfad in der Wüste bezeichnet, der zur Wasserquelle führt. Davon leiten Muslime einen göttlichen Ursprung der Scharia ab.

„Wir haben doch (seinerzeit) den Kindern Israels die Schrift, Urteilsfähigkeit und Prophetie gegeben, ihnen (allerlei) gute Dinge beschert, sie vor den Menschen in aller Welt ausgezeichnet […] Hierauf (d. h. nach dem Zeitalter der Kinder Israels) haben wir dich in der Angelegenheit (?) auf einen (eigenen) Ritus festgelegt [ṯumma ǧaʿalnāka ʿalā šarīʿatin]. Folge nun ihm, und nicht den (persönlichen) Neigungen derer, die nicht Bescheid wissen!“

Die Verbform šaraʿa tritt im Korantext an zwei Stellen auf:

„Und frag sie (d.h. die Kinder Israels bzw. die Juden) nach der Stadt, die am Meer (oder: Fluß) lag, (wie es damals zuging) als sie (d.h. die Bewohner der Stadt) (unser Gebot) hinsichtlich des Sabbats übertraten! (Damals) als ihre Fische am Tag, an dem sie Sabbat hatten, zu ihnen nach oben geschwommen (?) kamen [ḥītānuhum yauma sabtihim šurraʿan], jedoch dann, wenn sie nicht Sabbat feierten, (überhaupt) nicht kamen. So prüften (w. prüfen) wir sie (zur Vergeltung) dafür, daß sie gefrevelt hatten.“

Sowie

„Er hat euch als Religion verordnet [šaraʿa lakum], was er (seinerzeit) dem Noah anbefohlen hat, und was wir (nunmehr) dir (als Offenbarung) eingegeben, und was wir (vor dir) dem Abraham, Mose und Jesus anbefohlen haben (mit der Aufforderung) Haltet die (Vorschriften der) Religion und teilt euch darin (d.h. in der Religion) nicht (in verschiedene Gruppen)! Den Heiden (w. Denen, die (dem einen Gott andere Götter) beigesellen) kommt es (allerdings) schwer an, wozu du sie rufst. (Aber) Gott erwählt dazu, wen er will, und führt dazu (auf den rechten Weg) wer sich (ihm bußfertig) zuwendet.“

Verwandt sind ferner die im Koran vorkommenden Wörter širʿ a (Sure 5, Vers 48) und šurraʿ (Sure 7, Vers 163).

### Hadīth
In Ahmad ibn Hanbals Musnad tritt das Nomen „Scharia“ im Singular an einer Stelle auf. Dort heißt es, dass „die Gemeinschaft auf der Scharia (dem Weg/Pfad)“ bleiben solle. Im Plural tritt Scharia in Verbindung mit Islam (šarāʾiʿ al-islām) und Īmān (šarāʾiʿ al-īmān) sowie in der Aufzählung „der Glauben rührt aus den Pflichten, der Scharia, den Hudūd und der Sunna“ (inna li-l-īmān farāʾiḍ wa-šarāʾiʿ wa-ḥudūd wa-sunan) auf. Als Verb taucht scharaʿa an einer Stelle auf: „Gott hat für seinen Propheten Wege der Rechtleitung niedergelegt“ (šaraʿa li-nabi-hi sunan al-hudā).

## Definition
Scharia ist ein Begriff, den neben dem Islam auch andere monotheistische Religionen im Nahen Osten verwendet haben. Hier einige Beispiele:

### Islam
„Die Scharia basiert auf dem Koran und auf der sich ab der Mitte des 7. Jahrhunderts herausbildenden Überlieferung vom normsetzenden Reden und Handeln Mohammeds“, welches sich in der Sunna manifestiert. Dabei ist die Scharia keine kodifizierte Gesetzessammlung (wie etwa deutsche Gesetzestexte im Bürgerlichen Gesetzbuch oder im Strafgesetzbuch), sondern eine „Methode und Methodologie der Rechtsschöpfung“.
Handlungen muslimischer Gläubiger unterscheiden sich dabei in den fünf Beurteilungen
- farḍ („Pflicht“) oder wādschib („obligatorisch“),
- mandūb („empfohlen“), auch mustahabb („erwünscht“) oder sunna,
- mubāh oder halāl („erlaubt“),
- makrūh („verpönt“),
- mahzūr oder harām („verboten“).[13][14] Eine weltliche Sanktion ist dabei nicht immer gegeben.[15] Da der durchschnittliche Gläubige sich aber nicht in allen Belangen auskennen kann, hat er die Möglichkeit, islamische Rechtsgelehrte um ein Rechtsgutachten (arabisch Fatwa) zu fragen.[16]

Im islamischen Normenfindungsprozess wird zwischen kultischen und rituellen Vorschriften (العبادات / al-ʿibādāt / ‚gottesdienstliche Handlungen‘) des Menschen einerseits und seine Beziehungen zu seinen Mitmenschen (al-muʿāmalāt / المعاملات / ‚gegenseitige Beziehungen‘) andererseits unterschieden. Ein in europäischem Sinne festgelegtes „Familienrecht“, „Erbrecht“, „Strafrecht“ – oder andere – kennt das islamische Rechtssystem bzw. das ausschließlich von männlichen Geistlichen bestimmte islamische Recht nicht. Seine Darstellung ist den Rechtsschulen in ihren Fiqh-Büchern, mit teilweise deutlich kontroversen Rechtsauffassungen, vorbehalten.
Diese Widersprüche soll ein Muslim akzeptieren. Das Forschen nach der Bedeutung und inneren Logik der göttlichen Gesetze ist nur zulässig, soweit Gott selbst den Weg dazu weist. Somit ist die religiöse Wertung aller Lebensverhältnisse die Grundtendenz der Scharia.
In Bezug auf den ethisch-religiösen Bereich ist laut Abū l-Hasan al-Aschʿarī die Scharia als „[…] die Gesamtheit der auf die Handlungen des Menschen bezüglichen Vorschriften Allāhs zu verstehen“. In diesem Kontext ist sie ethisch-religiös als Aspekt der göttlichen Ordnung, die das sittliche Verhalten der Menschen betreffen, zu verstehen.

### Judentum
Zur Übersetzung des hebräischen Wortes Tora verwendete der arabischsprachige Jude Saʿadia Gaon (882–942) „Scharia“ im Sinne von Gesetz, zum Beispiel in Ex 13,9 : (šarīʿat allāh für ‚das Gesetz Gottes‘) und in Dtn 4,44 : (hāḏihi š-šarīʿat..: „Dies ist das Gesetz des Brandopfers“). In Gaons Tafsīr aus dem 10. Jahrhundert beschreibt Scharia also stets eine Regel oder ein System von Regeln. Bemerkenswert ist dies, weil der Begriff Scharia verwendet wird, obwohl dafür an einigen Stellen auch das arabische Wort für Tora (at-taurāt) auftritt.
In seinem theologischen Werk Kitāb al-amānāt wa-l-iʿtiqādāt („Buch der Glaubensinhalte (wörtlich: Treuhänderschaften) und Überzeugungen“) bezeichnet der Begriff Scharia individuelle Rechte und Recht als ein von Gott offenbartes System. Gaon unterscheidet zudem zwischen rationalen und offenbarten Gesetzen. Das Verb scharaʿa mit Gott als Subjekt bezeichnet darüber hinaus an einer Stelle „ein Gesetz niederlegen“.

### Christentum
Der Jakobite ʿĪsā ibn Ishāq ibn Zurʿa (943–1008) benutzte in einem polemischen Werk gegen Juden das Wort Scharia als ein System von Gesetzen, das Propheten den Menschen bringen. Die christliche Religion und das Gesetz des Messias gibt er mit Scharīʿat al-Masīh und Sunnat al-Masīh wieder.

## Scharia und Fiqh
Unter den „Wurzeln der Rechtsfindung“ (uṣūl al-fiqh) versteht man die Gesetzeswissenschaft im Islam, deren Gegenstand die Scharia ist. Sie entspricht der iuris prudentia (Rechtswissenschaft) der Römer und erstreckt sich auf alle Beziehungen des religiösen, bürgerlichen und staatlichen Lebens im Islam. Die religiösen Gesetze werden in den Büchern des Fiqh dargelegt und erörtert. Ibn Chaldūn erklärt dazu:

„Der fiqh ist die Kenntnis der Bestimmungen (aḥkām) Gottes des Erhabenen zur Einordnung der Handlungen derjenigen, die diesen Bestimmungen jeweils unterworfen sind (al-mukallafīn), als geboten, verboten, empfohlen, missbilligt und schlicht erlaubt, die aus dem Koran, der Sunna und dem, was der Gesetzgeber (Gott) als weitere Quellen und Instrumente (adilla) zu ihrer Erkenntnis bereitgestellt hat, entnommen werden, und wenn die Bestimmungen durch diese Quellen und Auslegungsinstrumente herausgefunden werden, so nennt man sie fiqh.“

Fiqh ist kein starres Rechtssystem, das unwandelbar alle Zeiten überlebt hat und an allen Orten gültig ist. Islamwissenschaftler, Arabisten und Ethnologen (beispielsweise Gudrun Krämer, Thomas Bauer, Ingrid Thurner) betonen immer wieder, dass Meinungspluralismus keineswegs in Widerspruch zur Scharia steht.

### Islamisch geprägte Staaten

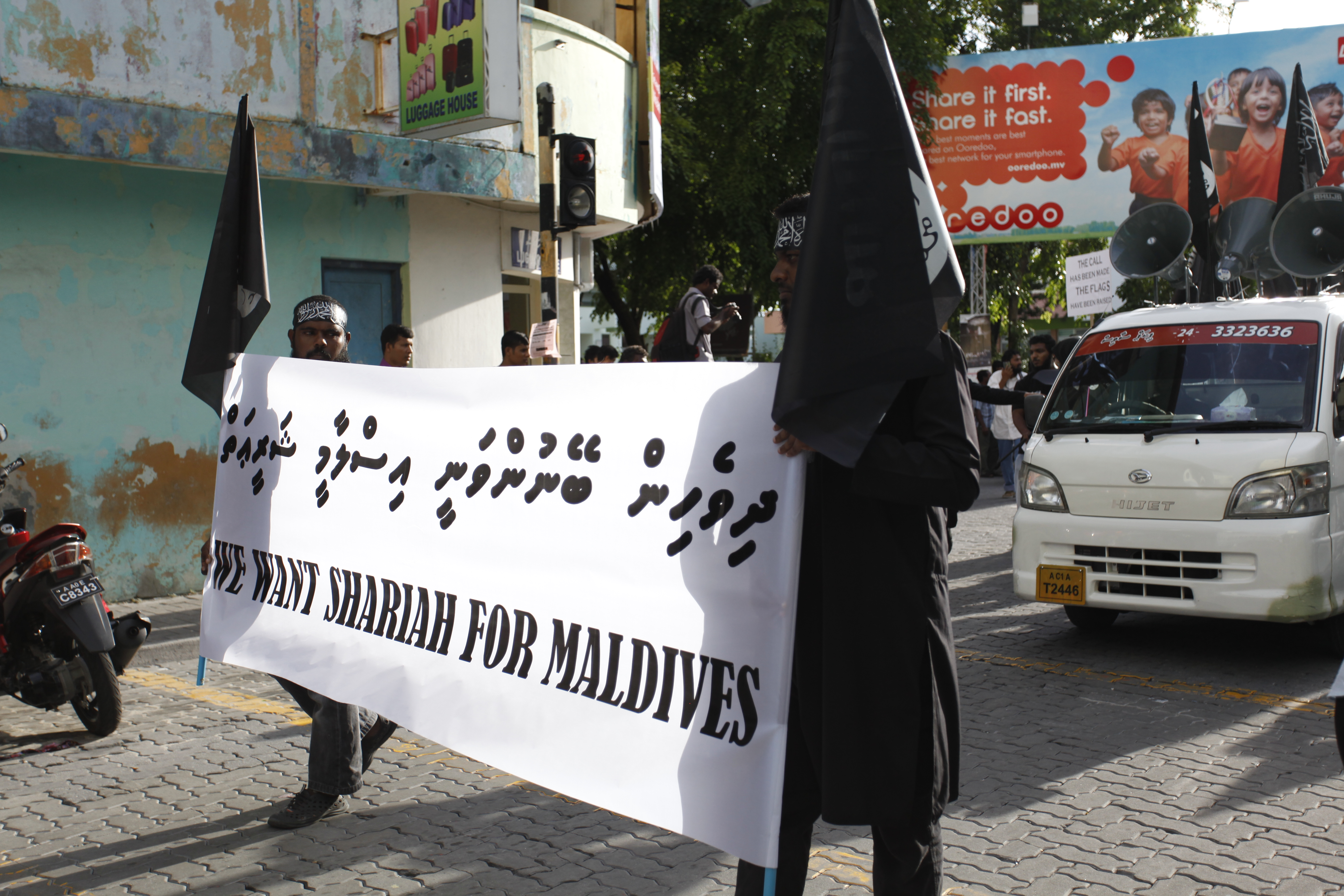
Demonstration für die Einführung der Scharia auf den Malediven 2014 mit dem Schwarzen Banner